# جرندق
جرندق، روستایی از توابع بخش ضیاءآباد شهرستان تاکستان در استان قزوین ایران است.
بکی از بزرگ‌ترین خاندان این روستا خانوادهٔ اسلامی است

## جغرافیا
جرندق روستایی است در دهستان دودانگه علیا بخش ضیاآباد شهرستان تاکستان
این روستا در ۱۲ کیلومتری شمال شهر ضیاآباد و در فاصله ۳۷ کیلومتری شهر تاکستان قرار دارد.
جمعیت این روستا بر اساس سرشماری سال ۱۳۹۰، برابر ۱۰۴ خانوار و ۳۵۲ نفر بوده است که عمده اهالی آن را افراد ساکن دایمی تشکیل می‌دهند.
اشتغال اصلی ساکنان دایم روستا عمدتاً مبتنی بر کشاورزی است. محصول عمده گندو انگور، گردو از تولید عمده اهالی است.
دارای یک قعله تاریخی به نام قزقعله که بیش از ۱۰۰۰ سال قدمت دارد. قیز قلعه بر فراز کوهی مشرف به شهرستان ابهر قرار دارد و از اتوبان قزوین زنجان قابل مشاهده است. گویا از قلاع اسماعلیه بوده است. زبان رایج اهالی ترکی است.

## جمعیت
این روستا در دهستان دودانگه علیا قرار دارد و براساس سرشماری مرکز آمار ایران در سال ۱۳۸۵، جمعیت آن ۴۴۹ نفر (۱۱۷خانوار) بوده است.